# Stephen Hill (conduttore radiofonico)
Stephen Hill (...) è un conduttore radiofonico statunitense, ricordato per aver inaugurato e condotto la trasmissione radio Hearts of Space, dedita alla messa in onda di new age e space music. Hill è anche il co-fondatore della Hearts of Space Records.

## Biografia
Hill inaugurò Music from the Hearts of Space (poi abbreviato in Hearts of Space) nel 1973, che veniva originariamente trasmesso su KPFA, una radio di Berkeley. Un anno più tardi, iniziò a condurre il programma assieme ad Anna Turner. La sindacazione a livello nazionale della versione di un'ora del programma iniziò nel 1983 e continua oggi su numerose stazioni partner della National Public Radio (NPR). Nel 1984, Hill e Turner inaugurarono l'etichetta discografica Hearts of Space Records. Hill produsse migliaia di trasmissioni radiofoniche dal vivo e registrò dozzine di album e colonne sonore, tra cui quella del documentario vincitore del premio Oscar Genocide. 